# Mola Sylla
Mola Sylla (Dakar, 1956) è un cantante e musicista senegalese.
Canta per lo più in wolof, lingua sopravvissuta accanto al francese e parlata dalla maggioranza dei senegalesi.

## Biografia
Si trasferì in Europa nel 1987 e vive ad Amsterdam. Oltre a cantare suona alcuni strumenti della tradizione africana (mbira, kongoma (Senegalese lamellofono), xalam, kalimba).
Sylla ha collaborato con numerosi musicisti nell'area del jazz e della world music. In particolare ha lavorato con Ernst Reijseger, con il quale ha composto la colonna sonora del film L'ignoto spazio profondo di Werner Herzog e cantato una parte di quella dell'altro film di Herzog Family Romance, LLC.
È membro fondatore dei gruppi Senemali (composto da musicisti del Senegal e del Mali) e VeDaKi (un quartetto formato da musicisti Senegalesi, Russi e Indiani).